# アル・ショアラ
アル・ショアラFC（英語: Al-Shoulla FC, アラビア語: نادي الشعلة لكرة القدم)）は、サウジアラビアのアル・ハラジュをホームタウンとする、サウジ・セカンドディヴィジョンリーグに加盟するプロサッカークラブである。

## タイトル

### 国内タイトル
- サウジ・ファーストディヴィジョンリーグ : 1回
  - 2011-12
- サウジ・セカンドディヴィジョンリーグ : 3回
  - 1981–82, 1986–87, 2008–09

### 国際タイトル
- なし

## 現所属メンバー
2024年1月26日現在
注：選手の国籍表記はFIFAの定めた代表資格ルールに基づく。
| No. | Pos. |                  | 選手名                       |
| --- | ---- | ---------------- | ---------------------------- |
| 1   | GK   | サウジアラビア   | ムハンマド・アワジ           |
| 2   | DF   | サウジアラビア   | バドル・アル＝ジャミール     |
| 3   | DF   | チュニジア       | スィフィディン・アクラミ     |
| 4   | DF   | サウジアラビア   | ユーセフ・アル＝ザフラニ     |
| 5   | DF   | サウジアラビア   | ムハンマド・マジラシ         |
| 6   | MF   | コートジボワール | イスマイル・クアコウ         |
| 7   | MF   | チュニジア       | アラエディン・マズルーキ     |
| 8   | MF   | サウジアラビア   | バンダル・アル＝カータニ     |
| 10  | MF   | リビア           | アブダラー・アル＝シャーフィ |
| 11  | MF   | サウジアラビア   | マジド・アル＝ムタイリ       |
| 12  | DF   | サウジアラビア   | ハッサン・ラグファウィ       |
| 13  | DF   | サウジアラビア   | アルヤジード・ハッサン       |
| 17  | MF   | サウジアラビア   | ナワーフ・シャラヒリ         |

| No. | Pos. |                | 選手名                                                                  |
| --- | ---- | -------------- | ----------------------------------------------------------------------- |
| 18  | MF   | サウジアラビア | サード・アル＝ドカイニ                                                  |
| 20  | FW   | サウジアラビア | アブドゥラー・アル＝サイハニ                                            |
| 23  | DF   | サウジアラビア | ムハンマド・アル＝ナフィサ                                              |
| 25  | GK   | サウジアラビア | ナセル・アル＝サイハリ                                                  |
| 28  | MF   | サウジアラビア | メシャル・アル＝ザフラニ                                                |
| 30  | DF   | サウジアラビア | ワエル・アル＝タス                                                      |
| 50  | GK   | サウジアラビア | アブドゥラー・アル＝ビシ                                                |
| 55  | DF   | サウジアラビア | ムハンマド・アル＝ヌカイラン (アル・ファイサリー・ハルマからレンタル中) |
| 66  | FW   | サウジアラビア | アリ・シャラヒリ                                                        |
| 70  | MF   | サウジアラビア | アブドゥルラフマン・アル＝シェリフ                                      |
| 80  | MF   | サウジアラビア | マジド・アル＝ハイバリ                                                  |
| 88  | DF   | サウジアラビア | マジド・ハザジ                                                          |

監督
- アメール・デルバル

## 歴代監督
- アクラム・サルマン 1993-94
- アブデラ・メシェリ 1998-99
- マジド・アル＝トゥファイル 2006
- アリ・クメイク 2007-09
- カイス・ヤーコビ 2009-10
- アブード・エル・コダリ 2011
- ムハンマド・サラー 2011-12
- アハマド・アル＝アジラニ 2013
- フアン・ホセ・マケダ 2013-2014
- エウセビウ・トゥドル 2014-15
- マジディ・トルバ 2015-2016
- アデミール・フォンセカ・ドス・サントス 2016
- ジャメル・ベルカセム 2016-17
- モアマン・ソリマン 2018
- ロトフィ・アル＝スリミ 2019
- ハイルディン・ムダウィ 2020
- オサマ・ナビエ 2020
- ニコス・カラジオルジウ 2020-22
- アメール・デルバル 2023-

## 歴代所属選手
- ボヤン・ボジョヴィッチ 2015
- サダト・ブカリ 2015-16 2016-18
- ピケティ・ジャシ・ブリト・シルヴァ 2019 2021-2023